# Jeopardy!
Jeopardy! es un programa de televisión estadounidense creado por Merv Griffin. Es un concurso de preguntas y respuestas sobre distintos temas (historia, lengua, literatura, cultura general, bellas artes, ciencia, geografía, deportes, entre otros).   
El concurso presenta un tablero con distintas categorías y valores monetarios. Los concursantes eligen una casilla y reciben una respuesta a la que deben responder con la pregunta correcta.  
El historial de emisiones de este programa en Estados Unidos abarca décadas. La versión original vio la luz por primera vez en la cadena NBC, el 30 de marzo de 1964 y fue uno de los programas diurnos de la cadena hasta el 3 de enero de 1975. 
Una edición nocturna semanal sindicada del programa se emitió desde el 9 de septiembre de 1974 hasta el 5 de septiembre de 1975.
Jeopardy! reapareció el 2 de octubre de 1978 como The All-New Jeopardy!, hasta el 2 de marzo de 1979. Algunos de sus presentadores fueron Art Fleming con Don Pardo como locutor y John Harlan desde 1978 hasta 1979.
El 10 de septiembre de 1984, Jeopardy! regresó a la televisión como un concurso diario sindicado, presentado por Alex Trebek y narrado por Johnny Gilbert. Desde su debut, esta versión del programa ha ganado 30 Premios Daytime Emmy y un Premio Peabody. 
Tanto TV Guide como la Game Show Network lo nombraron el segundo mejor concurso de televisión de todos los tiempos. Además, el programa ha dado lugar a multitud de adaptaciones internacionales.
Después de la muerte de Alex Trebek en noviembre de 2020, la producción se suspendió tres semanas antes de reanudarse con los anfitriones interinos, estos incluyeron a Ken Jennings (ganador de 74 juegos), el productor ejecutivo Michael G. Richards, Sanjay Gupta, Mayim Bialik, Ph.D. Aaron Rodgers y Joe Buck. Michael G. Richards, productor ejecutivo desde la serie temporada 37 en 2020 y quien la presentó durante dos semanas (del 22 de febrero al 5 de marzo de 2021), fue nombrado presentador de la temporada 38 el 11 de agosto de 2021.   
Richards fue despedido el 19 de agosto de 2021 tras las acusaciones de mala conducta durante su tiempo en RTL Group como productor ejecutivo de sus programas de juegos.  
Ken Jennings, ganador de 74 juegos en 2004, fue nombrado originalmente moderador invitado en octubre de 2020 como plan de contingencia; fue quien presentó los primeros 30 episodios cuando se reanudó la filmación tres semanas después de la muerte de Trebek.  
Después de semanas de moderadores invitados, y después de que Richards fuera expulsado, Mayim Bialik fue nombrada moderadora, con Jennings como su suplente. Bialik se retiró durante las disputas laborales de Hollywood en mayo de 2023.  
Jennings asumió el papel a tiempo completo con sus primeros episodios transmitidos el 3 de julio de 2023. Sony nombró oficialmente a Jennings como moderador a tiempo completo el 15 de diciembre de 2023. 
El programa se produce por Sony Pictures Television (el sucesor a la compañía de producción original, Merv Griffin Enterprises), y se distribuye en la televisión estadounidense por CBS Television Distribution (el sucesor del distribuidor original, King World Productions). Sony Pictures Home Entertainment tiene los derechos para distribuir el programa en DVD; sin embargo, solo ha estrenado una colección con cinco episodios. La temporada 29 de Jeopardy! se estrenó el 19 de septiembre de 2012.

## Orígenes
En un perfil de The Associated Press publicado en 1964, Griffin ofreció el siguiente relato de los orígenes de la serie:

Mi esposa Julann concibió un día la idea, justo cuando estábamos en un avión que nos llevaba a Nueva York desde Duluth. Yo estaba reflexionando sobre ideas para concursos, cuando ella notó que no había habido un concurso exitoso en el aire desde los escándalos de concursos: ¿por qué no hacer un cambio, darle las respuestas al concursante y dejarlo formular la pregunta? Ella me lanzó un par de respuestas: «5.280», a la cual la pregunta, por supuesto, era «¿Cuántos pies hay en una milla?» Otra respuesta fue «El 79 de Wistful Vista»; esa era la dirección de Fibber y Molly McGee. Me encantó la idea, fui directo a presentársela a la NBC, y la cadena la compró sin considerar un episodio piloto.

A pesar de su origen independiente, Jeopardy! no es el primer programa en usar un formato de "respuesta y pregunta"; el primer programa en utilizar este formato fue CBS Television Quiz, presentado por Gil Fates, que se emitió desde julio de 1941 hasta mayo de 1942.
Cuando Griffin concibió el concurso, su idea principal fue usar un tablero que comprendería diez categorías, cada una con diez pistas. Sin embargo, después de que comprobó que ese tablero no podía ser mostrado fácilmente en cámara, dividió el concurso en dos rondas, cada uno con treinta pistas; y redujo el tablero a seis categorías, cada una con cinco pistas.
Inspirándose en la hípica, Griffin también decidió añadir tres pistas llamadas «Daily Doubles», en las que un concursante podía apostar su dinero. Griffin desechó su título original para el programa, What's the Question?, cuando un ejecutivo escéptico de la NBC rechazó su concepto original del juego, alegando, «It doesn't have enough jeopardies» («No tiene suficientes peligros»).

## Historia de emisiones
Jeopardy! ha tenido una larga transmisión en varias formas en el transcurso de casi medio siglo. El programa originalmente se transmitió por la NBC durante el día, desde 1964 hasta 1975. La versión original dio paso a una versión sindicada semanal, y un intento de relanzamiento sin éxito. La versión más exitosa del programa es la versión sindicada diaria, que debutó el 10 de septiembre de 1984.
Dos Spin-Offs de este programa se han creado: Rock & Roll Jeopardy!, un programa para proveedores de trivia sobre la música; y Jep!, una versión con concursantes preadolescentes.

## Personal

### Presentadores y locutores
Art Fleming presentó las dos versiones de la NBC y la versión sindicada de 1974-1975. Fue acompañado por Don Pardo como su locutor hasta 1975. Cuando la NBC revivió la versión diaria como The All-New Jeopardy! en 1978, John Harlan asumió la posición de locutor, porque esa versión fue grabada desde Burbank, California, en vez de Nueva York, donde Pardo residió.
De 1984 a 2020, Alex Trebek y Johnny Gilbert han servido como presentador y locutor, respectivamente, para la versión sindicada diaria del programa. Se espera que Trebek se jubile en 2016 tras haber presentado el programa por 32 años. 
Después de la muerte de Trebek el 8 de noviembre de 2020, la grabación se reanudó el 30 de noviembre que comenzó a transmitirse en enero de 2021 con un panel rotativo de anfitriones invitados. El productor consultor Ken Jennings, 74 veces campeón, fue nombrado el primer anfitrión invitado. 
Otros anfitriones invitados previstos incluyen al productor ejecutivo Michael G. Richards (que anteriormente había presentado Beauty and the Geek y una versión de Pyramid), el reportero de CBS News (CBS Media Ventures es distribuidor de este programa) Bill Whitaker, la actriz Mayim Bialik, Ph. D. (The Big Bang Theory), Aaron Rodgers (QB de Green Bay Packers), Katie Couric, Mehmet Oz, Anderson Cooper, Austin Cohen (Ganador de nueve juegos y campeón de la serie 34 Torneo de Campeones), Savannah Guthrie, Sanjay Gupta,  el presentador de noticero dominical George Stephanopoulos, la presentadora de Good Morning America Robin Roberts, Levar Burton, David Faber, y el narrador deportivo Joe Buck.
Originalmente, Richards estaba destinado a hacerse cargo de forma permanente en la serie 38, pero después de un día de grabación, se vio obligado a abandonar debido a problemas de litigio sobre la conducta en RTL Group, donde anteriormente se desempeñó como productor ejecutivo de sus programas de juegos. Mayim Bialik y Ken Jennings rotan el puesto actualmente.

### Productores y directores
Robert H. Rubin fue el productor de la serie original de Jeopardy! por sus primeros nueve años, antes de que se promovió a productor ejecutivo en 1973. Más tarde, Griffin sirvió como el productor ejecutivo de la versión de Trebek desde su debut en 1984 hasta su jubilación en 2000. 
Desde 1999, el productor ejecutivo del programa ha sido Harry Friedman, quien había compartido su título con Griffin para su primer año, y había servido previamente como productor por dos años.
Después de que Rubin se promovió a productor ejecutivo, la serie original de Jeopardy! se produjo por Lynette Williams durante sus últimos dos años. The All-New Jeopardy! se produjo por George Vosburgh, y las primeras tres temporadas de la versión sindicada diaria se produjeron por el mismo Trebek, antes de que le regresó los deberes de productor a Vosburgh mientras simultáneamente presentó Classic Concentration en la NBC durante los siguientes cuatro años. 
En 1997, Vosburgh dejó el programa y fue sucedido por Friedman, Lisa Finneran, y Rocky Schmidt; después de que Friedman se convirtió en el único productor ejecutivo, Gary Johnson se convirtió en el tercer productor del programa. Finneran, Schmidt, y Johnson fueron promovidos a productores supervisores en 2006; Johnson dejó el programa en 2009. Después de 2006, los productores del programa fueron Deb Dittmann y Brett Schneider.
La serie original de Jeopardy! fue dirigida por Bob Hultgren hasta 1971, por Eleanor Tarshis en la temporada de 1971–1972, y por Jeffrey L. Goldstein en sus últimas tres temporadas. Dick Schneider, quien había anteriormente sido director de The All-New Jeopardy!, también dirigió la versión de Trebek durante sus primeras ocho temporadas; desde 1992, estos deberes se han manejado por Kevin McCarthy, quien había previamente servido como director asociado de esa versión cuando se dirigió por Schneider.

### Equipo de guionistas
La versión sindicada diaria de Jeopardy! actualmente emplea un equipo de nueve guionistas para crear y ensamblar sus categorías y pistas. El equipo de guionistas consta de Billy Wisse, Michele Loud, Steve D. Tamerius, Debbie Griffin, Jim Rhine, Mark Gaberman, John Duarte, Robert McClenaghan, y Friedman.

## Reglas del concurso
Tres concursantes compiten en tres rondas: la "Jeopardy Round", la "Double Jeopardy Round", y la "Final Jeopardy Round." Si un campeón retorna, ocupa el atril más a la izquierda desde la perspectiva del espectador.

Un modelo básico de la tabla de pistas de Jeopardy!

Las primeras dos rondas cuentan con seis categorías, cada una con una columna de cinco pistas en forma de respuestas, cada una con incrementalmente más valor que la anterior, aparentemente por dificultad. 
Las pistas cubren un alcance amplio de temas, incluyendo temas estándares (historia, eventos actuales, ciencias, bellas artes, cultura popular, literatura e idiomas), títulos cargados de juegos de palabras que refieren a los sujetos estándares, categorías sobre juegos de palabras, y aún grupos de categorías con un tema común.
El valor de las pistas desde las categorías ha incrementado durante los años, con los valores de pistas en Super Jeopardy! en puntos en vez de dólares.
| 1964–1975 | 1978–1979 | 1984–2001 | 2001–presente | Super Jeopardy! |
| --------- | --------- | --------- | ------------- | --------------- |
| $10       | $25       | $100      | $200          | 200             |
| $20       | $50       | $200      | $400          | 400             |
| $30       | $75       | $300      | $600          | 600             |
| $40       | $100      | $400      | $800          | 800             |
| $50       | $125      | $500      | $1.000        | 1.000           |

El concursante en el atril más a la izquierda (un campeón, si aplicable) selecciona la primera pista en cualquier posición en el tablero de juego, y la pista seleccionada es revelada. Después que el presentador lee la pista, cualquiera de los tres concursantes puede responder utilizando un dispositivo de seña. El primer concursante en sonar el dispositivo con éxito, después que la pista se lea, debe responder en la forma de pregunta.
Con una respuesta correcta, el concursante gana el valor monetario de la pista y la oportunidad de seleccionar otra categoría del tablero de juego. Una respuesta incorrecta resta el valor monetario de la pista de la puntuación del concursante. La falta de respuesta dentro de un plazo de 5 segundos (mostrado por las luces rojas en el atril del concursante) permite que los restantes contrincantes tengan oportunidad para responder. Si ninguno de los concursantes responde correctamente, el presentador lee la respuesta correcta, y el concursante quien eligió la pista previa elige la próxima pista.

### "Daily Doubles"
Una pista en el tablero de juego del "Jeopardy Round" es designada como un "Daily Double". Solo el concursante quien elige una "Daily Double" puede responder a su pista, y la apuesta que el concursante hace no puede ser menos que $5. Si el concursante tiene un puntuación menor que el valor monetario máximo en la ronda, puede apostar hasta ese valor máximo; alternativamente, el concursante puede elegir "making it a true Daily Double" ("hacer una verdadera Daily Double") y apostar la totalidad de su puntuación.
Ocasionalmente las "Daily Doubles" son designadas con pillas especiales, como "Audio Daily Double" o "Video Daily Double", en los que una secuencia de audio o vídeo se pone cuando la pista se presenta.

### Suministrar respuestas
Los concursantes deben esperar hasta que el presentador termine de leer la pista antes de responder. Suministrar una respuesta antes que la pregunta acabe, bloquea el concursante durante un cuarto de segundo. Para indicar el tiempo en que los concursantes podrán responder, se utilizan luces montadas en el tablero de juego, y e concursante tiene cinco segundos para ofrecer una respuesta. Además, un tono suena en conjunto con las luces iluminadas en episodios donde compiten personas con discapacidad visual.
Antes de 1985, los concursantes podían responder en cualquier momento después de que la pista había sido revelada, y un timbre sonaba cada vez que alguien respondía. Según Trebek, el sonido del timbre era "una distracción para los espectadores" y presentó a veces problemas, porque las concursantes inadvertidamente respondieron demasiado pronto, o respondieron tan rápido que para cuando acabó leer la pista, el límite de cinco segundos había expirado.
También dijo que, al no permitirse que los concursantes respondieran hasta que la pista se acabara de leer, los espectadores podrían jugar con más facilidad, y concursantes más rápidos serían menos propensos a dominar el juego.

### Enunciación y evaluación de las respuestas
Todas las respuestas deben ser enunciadas en forma de una pregunta. Por ejemplo, un concursante puede seleccionar "Presidentes por $200", y la pista resultante podría ser "El Padre de la Patria; en realidad, no cortó un árbol de cerezo", a la que el concursante debe responder "¿Quién es George Washington?" Griffin había pensado originalmente que la enunciación de las respuestas debería ser gramaticalmente correcta (por ejemplo, el programa no debería aceptar ninguna enunciación salvo "¿Quién es ..." para una persona), pero después de comprobar que la corrección gramatical retrasaba el juego, decidió en cambio que el programa debería aceptar cualquier respuesta correcta que fuese en forma de una pregunta.
Durante la "Jeopardy Round", los concursantes no son penalizados cuando olvidan enunciar una respuesta en forma de una pregunta, aunque el presentador recordará a los concursantes que deberían vigilar sus enunciaciones en pistas futuras. 
Durante la "Double Jeopardy Round", o en "Daily Doubles" (sin importar la ronda), la adherencia a la regla de enunciación se sigue con mayor rigor, pero todavía se permite a los concursantes que se corrijan antes de que acabe el tiempo.
A veces, los productores del programa pueden determinar que una respuesta dada previamente por un concursante se consideró erróneamente correcta o incorrecta. Cuando esto sucede, las puntuaciones se ajustan a la primera oportunidad disponible. Si, después de que un concurso acabó, ocurre un cambio de reglas que hubiera alterado significativamente el resultado del juego, el concursante afectado es invitado a volver a competir en un programa futuro.

### "Double Jeopardy Round"
La segunda ronda, "Double Jeopardy", se juegan en gran parte como la primera ronda. Un nuevo grupo de categorías se revela, y el valor de cada pista es doble, excepto durante el acontecimiento Super Jeopardy! Además, "Double Jeopardy!" tiene dos "Daily Doubles" en vez de uno. 
El concursante con el puntuación más bajo al fin de la "Jeopardy Round" seleccione la primera pista en "Double Jeopardy." Si hay un empate para el puesto segundo, el concursante en el empate quien está colocado en el atril más a la izquierda elige la primera pista.
El valor de las pistas desde las categorías ha incrementado durante los años.
| 1964–1975 | 1978–1979 | 1984–2001 | 2001–presente | Super Jeopardy! |
| --------- | --------- | --------- | ------------- | --------------- |
| $20       | $50       | $200      | $400          | 500             |
| $40       | $100      | $400      | $800          | 1.000           |
| $60       | $150      | $600      | $1.200        | 1.500           |
| $80       | $200      | $800      | $1.600        | 2.000           |
| $100      | $250      | $1.000    | $2.000        | 2.500           |

#### Acabar el "Double Jeopardy Round" con $0 o una puntuación negativa
A los concursantes que acaban la "Double Jeopardy Round" con $0, o una puntuación negativa, no se les permiten competir en la "Final Jeopardy Round". En cambio, vayan el juego y reciben el premio del tercer puesto ($1.000 a partir del 16 de mayo de 2002). 
Sin embargo, en episodios de Celebrity Jeopardy!, un acontecimiento en lo que celebridades compiten para caridad, concursantes con puntuaciones negativos se les otorgan puntuaciones nominales de $1.000 para competir en "Final Jeopardy!" En al menos un episodio presentado por Fleming, los tres concursantes terminaron "Double Jeopardy!" con $0 o menos, y como resultado, la "Final Jeopardy Round" no se jugó ese día.

### "Final Jeopardy!"
En la "Final Jeopardy Round", una categoría se anuncia por el presentador, y una pausa publicitaria sigue. Durante la pausa, barreras se sitúan entre los concursantes, y se pide a los concursantes que hagan una apuesta final (entre $0 y su puntuación total). Después de la pausa final, la pista para la ronda "Final Jeopardy!" se revela y lea por el presentador. Los concursantes tienen 30 segundos para escribir una respuesta. 
Durante el periodo en que los concursantes escriben sus respuestas, la composición musical "Think!" toca en el fondo. Desde 1984, los concursantes han usado un lápiz óptico para escribir sus apuestas y respuestas. Los concursantes quienes dan la respuesta correcta se conceden con el valor de sus apuestas, y para los quienes no logren dar la respuesta correcta, esa cantidad se resta de su puntuación total.
Apuestas en "Final Jeopardy!" han sido consideradas por matemáticos como un ejercicio en teoría de juegos.

#### "Tiebreaker Round"
Si dos o más concursantes son empatados para el primer lugar después de la conclusión de "Final Jeopardy!", se juega un "Tiebreaker Round" ("Ronda de Desempate") con una sola pregunta. A los concursantes empatados se les presenta una categoría, y luego se revela la pista. El concursante que proporciona la respuesta correcta se convierte en el campeón y pasa a la siguiente ronda del torneo. 
Aquí los concursantes no son eliminados del torneo por proporcionar una respuesta incorrecta.  Esta ronda se jugará en las finales del torneo y, a partir del torneo de campeones de 2013, todas las semifinales del torneo donde se debe determinar un ganador, independientemente de que el puntaje final sea cero.
Antes de noviembre de 2014, si dos o más concursantes son empatados para el primer lugar tras "Final Jeopardy!" durante los episodios que no son torneos, ambos (o todos los tres) son declarados como co-campeones y aparecen en el siguiente episodio.
Durante el "Final Jeopardy!" ronda, se aplican reglas especiales si los co-campeones necesitan ser coronados. Si hay una falla en el lápiz óptico durante la apuesta, se le pedirá al concursante que escriba su apuesta usando un rotulador en una tarjeta. Cada concursante también recibe una tarjeta similar con la redacción correcta de una pregunta. 
Si el lápiz óptico no funciona durante la ronda, el jugador escribirá su pregunta en la tarjeta que ha sido preimpresa con la frase correcta (un lado dice "What is" y el otro lado dice "Who is"; normalmente, se les pide a los jugadores que escriban la frase en el bolígrafo de luz después de hacer sus apuestas, pero antes de que comience la ronda). Si el fallo del bolígrafo tiene lugar en medio de la ronda, se le puede dar a ese jugador más tiempo para escribir su respuesta. Si eso ocurre y ese jugador es el ganador, el jugador en segundo lugar será declarado cocampeón sin desempate.

### Premios monetarios
El ganador en cada programa mantiene sus ganancias y retorna como campeón en el próximo programa, y los otros dos concursantes reciben premios de consolación. Actualmente, los premios de consolación son $2.000 para el concursante en segundo lugar, y $1.000 para el concursante en tercer lugar. Porque el programa no provee pasaje aéreo ni alojamiento para la mayoría de los concursantes, esos premios monetarios de consolación alivian el cargo financiero de una aparición en el programa. 
Antes del 16 de mayo de 2002, los concursantes en segundo lugar normalmente recibieron vacaciones o mercancías, y el concursante en tercer lugar recibió mercancías de menor valor. Antes de 1984, todos los concursantes mantuvieron sus ganancias, y los concursantes que acabaron con puntuaciones negativas recibieron premios de consolación.
Cuando la versión sindicada actual se estrenó, los creadores del programa decidieron conceder ganancias solamente al campeón como medio para poner el juego más competitivo, así que el resultado final no siempre es evidente hasta el final del juego. 
En la versión de Fleming, los concursantes ocasionalmente decidieron que sólo querían ganar una cierta cantidad de dinero, y dejaban de responder cuando llegaban a esa cantidad, en lugar de tratar de convertirse en un campeón. Otros se negaron a escribir una pregunta en "Final Jeopardy!" si otro concursante tenía una ventaja significativa.

### Campeones

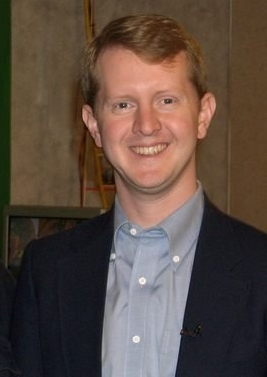
Ken Jennings, un campeón de Jeopardy! que ganó 74 partidos en el programa en 2004, amasando un total de $2.520.700. Actualmente posee el récord para las ganancias más altas en un concurso de televisión estadounidense. El 23 de noviembre de 2020 fue nombrado primer presentador suplente, cargo que cumplió siete semanas. En septiembre del 2021, fue nombrado presentador rotativo con Mayim Bialik.

Si ninguno de los concursantes acaba Final Jeopardy! con un total positivo, nadie gana y tres nuevos concursantes aparecen en el programa siguiente. En ese caso, los tres nuevos concursantes participarán en un sorteo entre bastidores para determinar sus posiciones en los atriles. Esto sucedió una vez en el segundo episodio de la versión actual, el 11 de septiembre de 1984, y más recientemente en el 12 de junio de 1998.
Antes de noviembre de 2014, si hubiera un empate entre dos o tres concursantes por el primer lugar, se declaraban co-campeones; cada uno mantenía sus ganancias y retornaba en el episodio siguiente. Tres concursantes han terminado de cada dos partidos consecutivos como co-campeones.
Desde noviembre de 2014, los jugadores empatados juegan una última respuesta. Quien haga la pregunta correcta (no puede ganar por defecto) gana el juego.
Un triple empate por el primer lugar sólo ha ocurrido una vez desde 1984, y sólo un concursante del mismo período ha ganado un juego con la menor cantidad posible, $1.
Consideraciones especiales también se otorgan a concursantes que no pueden regresar como campeones por razones médicas. Esto ocurrió por primera vez en la temporada 25: tres nuevos concursantes aparecieron en el episodio emitido el 19 de enero de 2009, porque la campeona del programa anterior, Priscilla Ball, había enfermado. Al principio del episodio Alex Trebek explicó que, en ese caso, la concursante volvería en una fecha posterior como una co-campeona. Ball regresó en el episodio que se emitió el 9 de abril de 2009.
Desde 1984 hasta 1990, las ganancias de los campeones estaban limitadas a $75.000; cualquier cantidad mayor a $75.000 era donada a la caridad a elección del campeón. El límite de ganancias fue aumentado a $100.000, después de que Bob Blake (con $82.501) y Frank Spangenberg (con $102.597) excedieron la cantidad antigua. En 1997, fue aumentado a $200.000; en 2003 se eliminó completamente.
Desde 1997 hasta 2003, un campeón que apareció en cinco episodios consecutivos sin derrota también recibió un automóvil de la Chevrolet. Desde 2001 hasta 2003, el ganador ganó un Jaguar X-Type. Asimismo, como parte del trato con la Ford Motor Company para la temporada de 2001-2002, Ford también añadió un coche de la Volvo Car Corporation al paquete de premios para el "Teen Tournament."
Antes de 2003, un concursante que ganó cinco concursos seguidos se retiró sin derrota, y tres nuevos concursantes aparecieron en el siguiente programa. En septiembre de 2003, cuando la temporada 20 comenzó, el programa eliminó los límites en las ganancias de campeones, así como el número de episodios en que le estaba permitido aparecer a un campeón. Ahora los campeones pueden aparecer en el programa indefinidamente hasta su derrota, pero los campeones que aparecen en más de cinco episodios consecutivos ya no reciben automóviles.
El campeón más exitoso después de la implementación de estos cambios en las reglas es Ken Jennings, que ganó 74 concursos consecutivos desde junio de 2004 hasta noviembre de ese mismo año y acumuló un total de $2.520.700. Batió varios récords para Jeopardy! y, en general, para programas de concursos en Estados Unidos.

## Otras versiones en Estados Unidos
En los Estados Unidos, varias versiones de Jeopardy! se han emitido junto con las principales versiones del programa. Una versión sindicada semanal del programa se emitió durante la temporada 1974-1975, esencialmente similar a la serie original en la NBC, excepto por cambios menores en los reglas del concurso. 
Durante la temporada 1978-1979 la NBC emitió una reposición llamada The All-New Jeopardy!, con eliminación progresiva de los concursantes que habían obtenido la puntuación más baja durante el juego principal, y una ronda bono en lugar de "Final Jeopardy!". 
Posteriormente se emitió Rock & Roll Jeopardy!, una versión de Jeopardy! con uso intensivo de la música, que se emitió por VH1 desde 1998 hasta 2001, y un programa en Game Show Network (GSN) llamado Jep! que se emitió desde 1998 hasta 1999 y tuvo adolescentes como sus concursantes.

## Torneos y acontecimientos
Desde 1985, un Tournament of Champions (Torneo de Campeones) se ha organizado anualmente, con los quince mejores campeones que han aparecido en el programa desde el último torneo. El torneo se conduce a lo largo de diez episodios consecutivos, en un formato concebido por Alex Trebek. El premio mayor que se otorga al ganador es actualmente $250.000.
Desde 1992, el acontecimiento Celebrity Jeopardy! ha contado con celebridades y otros individuales notables como competidores. Las ganancias de los concursantes se ofrecen a organizaciones caritativas elegidas por los concursantes. A lo largo de la temporada de 2009-2010, el acontecimiento especial Million Dollar Celebrity Invitational tuvo competición entre 27 celebridades quienes habían aparecido en antiguos concursos de Celebrity Jeopardy!, y un premio especial de $1.000.000.
Desde 1987, el Teen Tournament (Torneo de Adolescentes) ha tenido competición entre 15 estudiantes de institutos de bachillerato. El ganador recibe $75.000 y, en unos años, un nuevo automóvil. Hasta 2001, el ganador también fue invitado para participar en el próximo "Tournament of Champions".
Desde 1989, el College Championship (Campeonato de Estudiantes Universitarios) ha tenido estudiantes universitarios como concursantes, compitiendo por un premio mayor de $100.000. El torneo tiene competición entre 15 estudiantes universitarios de tiempo completo desde colegios y universidades a lo largo de los EE.UU., y se conduce a lo largo de dos semanas, en un formato idéntico al "Tournament of Champions". El ganador recibe un premio de $100.000 y la oportunidad para competir en el próximo "Tournament of Champions". Desde 1997 hasta 2008, los "College Championships" fueron grabados en exteriores desde los mejores campus universitarios.
Desde 1987 hasta 1995, diez Seniors Tournaments (Torneos para Personas de la Tercera Edad) fueron organizados, en los que el premio especial fue de $25.000 (o el total del concursante a lo largo de dos juegos, el que fuera mayor), y los concursantes tuvieron 50 años o más de edad. Típicamente, este torneo se emitió como las últimas dos semanas de una temporada (antes un descanso de seis semanas en el verano), y el ganador recibió una invitación para competir en el próximo "Tournament of Champions". Desde que el último "Seniors Tournament" se emitió en diciembre de 1995, concursantes con 50 años o más de edad han aparecido de manera habitual en los concursos regulares del programa.
Durante la historia de la versión sindicada de Jeopardy!, varios torneos especiales se han organizados, con los concursantes más estupendos de la historia del programa. El primero de estos torneos fue Super Jeopardy!, que se emitió por la American Broadcasting Company (ABC) en el verano de 1990, con competición entre 37 concursantes estupendos de la versión sindicada que compitieron desde 1984 hasta 1990, al igual que un campeón notable del serie original en NBC emitido desde 1964 hasta 1975. El premio especial del torneo fue $250.000. 
En 1993, un Tenth Anniversary Tournament (Torneo del Aniversario Décimo) era conducido a lo largo de cinco episodios, y sigue la conclusión del "Tournament of Champions" para ese año. En 2002, en conmemoración del episodio 4.000 de la versión de Trebek, el programa invitó quince campeones a Radio City Music Hall para el Million Dollar Masters Tournament, en lo que el premio especial fue un bono de $1.000.000. 
En 2005, el Ultimate Tournament of Champions (Torneo Máximo de Campeones) tuvo competición entre 154 antiguos campeones de Jeopardy!, y los dos ganadores enfrentaron Ken Jennings en un final de tres partidos para un premio especial de $2.000.000, el más grande en la historia del programa. En su totalidad, el torneo era conducido a lo largo de 76 concursos consecutivos.
En noviembre de 1998, los campeones y otros concursantes de los primeros "Teen Tournaments" (en 1987, 1988, y 1989) fueron invitados a Boston para una competición especial, llamada el Teen Reunion Tournament (Torneo de Reunión para Antiguos Concursantes Adolescentes). 
Durante la temporada de 2008-2009, como celebración de su aniversario de veinticinco años, Jeopardy! organizó un torneo especial llamado el "Kids Week Reunion Tournament" (Torneo de Reunión para Antiguos Concursantes en Semanas para Niños), contó con la competición entre antiguos alumnos del Kids Week (Semana para Niños).
En febrero de 2011, The IBM Challenge (El Desafío de IBM), un acontecimiento de dos juegos conducidos a lo largo de tres episodios, contó con la competición entre dos antiguos campeones de Jeopardy! (Brad Rutter y Ken Jennings) y el ordenador "Watson" desarrollado por IBM. Fue la primera competición "hombre contra máquina" en la historia de Jeopardy!.
El desafío acabó con victoria de Watson, que se llevó el premio especial de un millón de dólares. IBM dividió las ganancias de Watson entre dos caridades, y Jennings (quien ganó $300.000 para el segundo lugar) y Rutter (quien ganó $200.000 para el tercer lugar) se comprometieron a donar la mitad de sus respectivas ganancias a caridad. La competición puso los mejores índices de audiencia al programa desde el "Ultimate Tournament of Champions."
En mayo de 2011, en conmemoración del episodio 6.000 de Jeopardy!, el Teachers Tournament (Torneo de Profesores) contó con competición entre 15 profesores con un premio especial de $100.000, en un formato idéntico al "Tournament of Champions". El ganador también recibió la oportunidad para competir en el próximo "Tournament of Champions".

## Proceso de pruebas
En los días de la versión de NBC, los concursantes posibles llamaron la oficina de Jeopardy! en Nueva York para arreglar una cita y para preliminarmente determinar elegibilidad. Concursantes posibles fueron informados y probados en grupos de diez a treinta individuales, participando en una prueba escrito al igual que simulacros. Después de la prueba, los concursantes quienes tuvieron éxito fueron invitados para aparecer en el programa en aproximadamente seis semanas.
Desde el debut de la versión sindicada actual en 1984, los concursantes posibles se proporcionan con un examen escrito de cincuenta preguntas. Las preguntas cubren diversos temas, incluyendo información académica tradicional, cultura popular, estilo de vida, y juegos de palabras. Los concursantes quienes pasen el examen (al responder correctamente a por lo menos 35 preguntas) compiten en simulacros.
Inicialmente, búsquedas para concursantes fueron conducidos sólo en California del Sur; pero desde 1985, se han conducidos en diversos regiones con afiliados que televisan el programa. Originalmente invitaciones para pruebas eran concedidos por vía de ciertos tipos de concursos; pero ahora, los concursantes posibles puede obtener la ubicación de búsquedas regionales, o registrar para participación en una prueba en-línea por vía del sitio Web oficial del programa.
Evaluaciones por Internet también se han conducidos para posibles concursantes quienes previamente registraron en el sitio web oficial, con una selección aleatoria de los individuales quienes obtuvieron una puntuación apropiada para pasar el examen escrito, y se fueron invitados para participar en búsquedas adicionales regionales para concursantes.

### "Jeopardy Brain Bus"
Jeopardy! tiene un vehículo especial de 32 pies, llamado el "Jeopardy Brain Bus" y construido por Winnebago Industries, que el programa usa para conducir búsquedas para sus concursantes posibles.
Participantes que no deseen competir por la oportunidad de aparecer en el programa también pueden jugar un juego reducido de Jeopardy! para premios como camisetas, gorras, botellas de agua, etc., con el logotipo de Jeopardy!

## Tema musical
Desde el debut de Jeopardy! en 1964, diversas canciones y arreglos han servidos como el tema musical para el programa. Una mayoría de estos temas fueron compuestos por Merv Griffin, pero algunos son atribuidos a otros escritores. El tema musical más famoso que se asocia con el programa es la composición musical "Think!", que ha sido arreglada varias veces durante los años. 
Desde los inicios del programa, este tema ha servido como la música de fondo para el período de 30 segundos en el cual los concursantes escriben sus respuestas en la "Final Jeopardy Round"; en la versión actual sindicada, también se puede escuchar en una interpretación más rápida mientras Johnny Gilbert, el locutor de esa versión, introduce los concursantes al espectador. La versión usada en esta presentación comienza en do mayor, sube a mi bemol y se queda ahí mientras saxos y guitarras eléctricas improvisan distintas melodías. Luego vuelve la melodía principal para finalizar la obra.

## Plató
Como es el caso con el tema musical, el plató de Jeopardy! este también ha cambiado durante los años. En la serie original, el tablero de juego fue expuesto desde detrás de una cortina, y las respuestas fueron impresas en tarjetas que eran revelados cuando sus respectivos valores en categorías fueran seleccionados.  
Las tarjetas se habían descartado para la versión de 1978 y fueron reemplazados por paneles que tenía la cantidad de dinero por un lado y la pista por el otro, y la cortina se sustituyó con paneles con dos caras. 
Cuando el programa regresó en 1984, el tablero de juego fue reemplazado por monitores individuales para cada pista en una categoría. Estos monitores se han realzados periódicamente durante los años para cumplir con mejoras en tecnología. 
Los monitores originales fueron reemplazados en 1991 con monitores más grandes y más elegantes. En 2006, estos monitores se sustituyeron por una pared de proyección de vídeo casi perfecta (que originalmente fue utilizado como parte del plató del road show).
Otros cambios estéticos se han hechos al plató desde el estreno de la versión actual sindicada en 1984. Desde 1985 hasta 1997, los fondos de los platós eran diseñados con un color de azul para la "Jeopardy Round", y rojo para la "Double Jeopardy Round" y la "Final Jeopardy Round." En el episodio emitido en el 11 de noviembre de 1996, dos meses después de que la temporada 13 comenzó, Jeopardy! introdujo un plato completamente nuevo, diseñado por Naomi Slodki. Slodki pensó que el plató debería parecerse al vestíbulo de una biblioteca muy contemporánea.
En 2002, poco después del inicio de la temporada 19, el programa cambió otra vez el diseño de su plató, y luego modificó este diseño ligeramente en 2006 con la transición de Jeopardy! y su programa hermano, Wheel of Fortune, a televisión de alta definición. Durante este tiempo, varias visitas virtuales fueron presentadas en el sitio web oficial de Jeopardy!.
Entre Jeopardy! y Wheel of Fortune, las mejoras necesarias para la transición a alta definición representaron una inversión de $4.000.000, 5.000 horas de trabajo, y 6 kilómetros de cable. Ambos concursos se habían tomado con cámaras de alta definición desde hace varios años antes de la transición. En emisiones de definición estándar, el programa continúa siendo visualizado con una relación de aspecto de 4:3.
El plató actual fue introducido para episodios especiales de "Celebrity Jeopardy!" y el "Tournament of Champions" en el Consumer Electronics Show en Las Vegas, y acabaría siendo plató primario de Jeopardy! en el 14 de septiembre de 2009.

### Localizaciones de grabación
La versión original del programa, televisada en las décadas de 1960 y 1970 con presentación de Art Fleming, fue grabada en el Estudio 6A en los NBC Studios en el Edificio GE en la ciudad de Nueva York. En adición al Estudio 6A, el Estudio 6G fue frecuentemente usado para grabar episodios del programa.
La reposición del programa, emitido en 1978, fue grabada desde el Estudio 3 de NBC en Burbank, California, con un plató diseñado por Henry Lickel y Dennis Roof.
Inicialmente, la versión sindicada de Jeopardy! era grabada en el Escenario 7 de Metromedia Square, el hogar de KTTV-TV, en Sunset Boulevard en Hollywood. Desde 1985 hasta 1994, el programa fue grabado en el Escenario 9 de Hollywood Center Studios.
Desde la grabación de los episodios finales de la temporada 10 en el 15 de febrero de 1994, el programa trasladó su producción al Escenario 10 (a partir de agosto de 2021, Sony cambió el nombre del escenario de sonido al Escenario Alex Trebek). los Sony Pictures Studios en Washington Boulevard en Culver City, California, donde el programa grabó los primeros episodios de la temporada 11 en el 12 de julio del mismo año.

## Adaptaciones internacionales

Países con versiones de Jeopardy!

Desde los primeros días de Jeopardy!, distintas versiones del programa se han producido en diversos países a lo largo del mundo.

### Colombia
Producciones JES, entre julio de 1987 y diciembre de 1988, produjo una versión colombiana de Jeopardy, llamada 'Los Mejores', presentada los viernes en horas de la tarde por la Cadena 1. El concurso fue presentado por Marco Aurelio Álvarez. 
Además de manejar las habituales secciones de la primera ronda (con preguntas desde $COP 1000 hasta $COP 5000), la segunda ronda (con preguntas desde $COP 1000 hasta $COP 10000) y la ronda final (cambiada por el nombre de 'la pregunta del riesgo' para definir a los 2 semifinalistas de 4 posibles participantes por programa), también se incluyó una sección o ronda semifinal llamada 'ronde de preguntas', en la cual pasaba a la final, el que respondiera bien la mayoría de una tanda de 20 preguntas. 
La ronda final era de solo 3 preguntas, y en esta parte el finalista podía optar por ganar premios de mayor denominación monetaria. En cada programa, no había repetición de concursantes de programa anteriores (como en la versión americana en la cual el finalista tenía el derecho de defender su condición de ganador en cada edición).

### España
La primera versión española de Jeopardy! se emitió por Antena 3 en 2007, presentada por Carlos Sobera, pero fue cancelada tras solamente tres meses debido a la baja audiencia. En diciembre de 2023, se anunció que RTVE había comprado los derechos del programa para estrenar una nueva versión del programa en 2025, la cual sería presentada por el campeón de concursos televisivos como Pasapalabra o Alta tensión y exconcursante de Supervivientes Paco de Benito. Esta sería emitida en La 2 por las mañanas conjuntamente con El cazador desde el 12 de mayo de 2025, dentro del bloque de entretenimiento "Aprender Jugando". Las emisiones de esta nueva versión terminaron el 2 de julio de 2025 tras la emisión de los 38 programas grabados.

### México
También existieron dos versiones del programa en México, ambas con éxito similar: una era emitida por Grupo Televisa en los años 1980, con presentación de Guillermo Capetillo; la otra fue emitida por Televisión Azteca desde 1998 hasta 2000, con Omar Fierro como presentador.

## Estado de los episodios

### Art Fleming

#### 1964-1975 (NBC)
Solamente han sido preservados unos episodios de la versión original en la NBC, principalmente como kinescopios en blanco y negro de las videocintas originales en color. Unos episodios de 1967, 1971, y 1973-1974 existen en el UCLA Film and Television Archive, y otros, incluyendo el episodio de prueba, existen en el Paley Center for Media. Registros incompletos en papel de los juegos existen en microfilm en el Biblioteca del Congreso de Estados Unidos.
Después del final de la serie original, varias estaciones de la NBC continuaron transmitiendo repeticiones durante unos meses en 1975 - incluyendo KNBC, una estación de NBC, según listados de TV Guide de esa época.
Los episodios 2000 (del 21 de febrero de 1972) y 2753 (el final de 1975), junto con algunos otros, se mantienen por la Game Show Network (GSN). Sin embargo, sólo el episodio 2000 ha sido repuesto por la cadena.

#### 1978-1979 (NBC)
La GSN alberga tanto el estreno y el final en calidad de emisión, y emitió el último en 31 de diciembre de 1999 como parte de su maratón "Y2Play". El Archivo de Cine y Televisión de la Universidad de California en Los Ángeles tiene una copia de un piloto grabada para CBS en 1977, con una "Sub-Ronda 1" en el que cada concursante "jugó en solitario" durante 30 segundos (una respuesta incorrecta no se deduzca de su puntuación). Varios otros episodios existen entre coleccionistas privados en diferentes grados de calidad.

### Versión de 1984 (1984-presente)

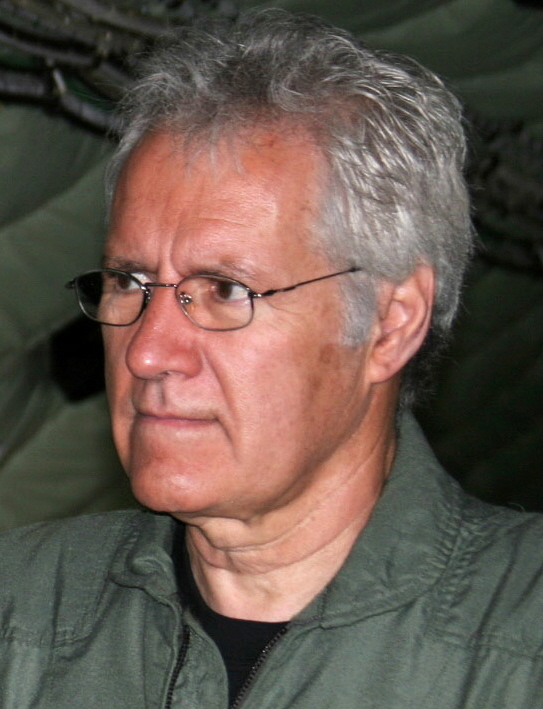
Alex Trebek, presentador de Jeopardy! del 10 de septiembre de 1984 al 8 de enero de 2021 (últimas siete semanas de programas transmitidos póstumamente después de su muerte el 8 de noviembre de 2020, ya que sus últimos programas se grabaron el 29 de octubre de 2020).

#### Alex Trebek (1984-2021) (Sindicada)
La versión de 1984 está completamente intacto, incluyendo ambos programas pilotos. La primera fue grabado en un plató que apareció a un ordenador, utilizó el logotipo y tema de la serie de 1978, y fue narrado por Jay Stewart. 
El segundo fue grabado en un plató que finalmente se convirtió al primer plató de la serie, utilizó una versión diferente del tema musical del programa, y tuvo Johnny Gilbert como su locutor. La GSN, que como Jeopardy! está afiliada a Sony Pictures Television, televisó reposiciones desde nueve temporadas de Jeopardy! desde el estreno de esa cadena en 1994 hasta el 1 de abril de 2010.
Existe un disparidad de 67 juegos entre los números de programa que se asignen a los primeros emisiones de episodios de Jeopardy! y el número actual de juegos conducidos en la versión de Trebek. Para asistir estaciones filiales en televisar episodios en el orden correcto, un número de programa se lea por el locutor, Johnny Gilbert, antes de la grabación de cada juego. 
Este número es audible en los episodios cuando se reciben por los filiales, y es visible en una pizarra que está adjunta a cada cinta. La pizarra es removida del programa antes su emisión. Cada nuevo episodio recibe un número de programa una mayor que el episodio anterior. 
Sin embargo, las 65 repeticiones en la Temporada 1 (1984-1985) se les dio nuevos números de programa a pesar de no ser nuevos juegos, un programa de segmentos retrospectivos que se emitió el 15 de mayo de 2002 se acreditó como el episodio #4088; y un solo juego de "The IBM Challenge" contra el ordenador Watson desarrollado por IBM fue transmitido a lo largo de dos programas (#6086, #6087).

#### Alex Trebek, 1990, 2020 (ABC)
Super Jeopardy! es completamente intacta. Sin embargo, sólo el final ha sido repuesto (en la GSN como parte de un maratón especial), a partir de la emisión original.
Se llevaron a cabo dos torneos ABC más (las estaciones de televisión propiedad y operadas por Disney son el principal comprador del programa), una vez en enero de 2020 como un partido de empates a dos partidos al mejor de nueve entre Ken Jennings, Brad Rutter y James Holzhauer. Terminó después de cuatro empates cuando Jennings ganó el tercer empate frente a la única victoria de Holzhauer.

#### Ken Jennings y Mayim Bialik, 2021-23 (Sindicada)

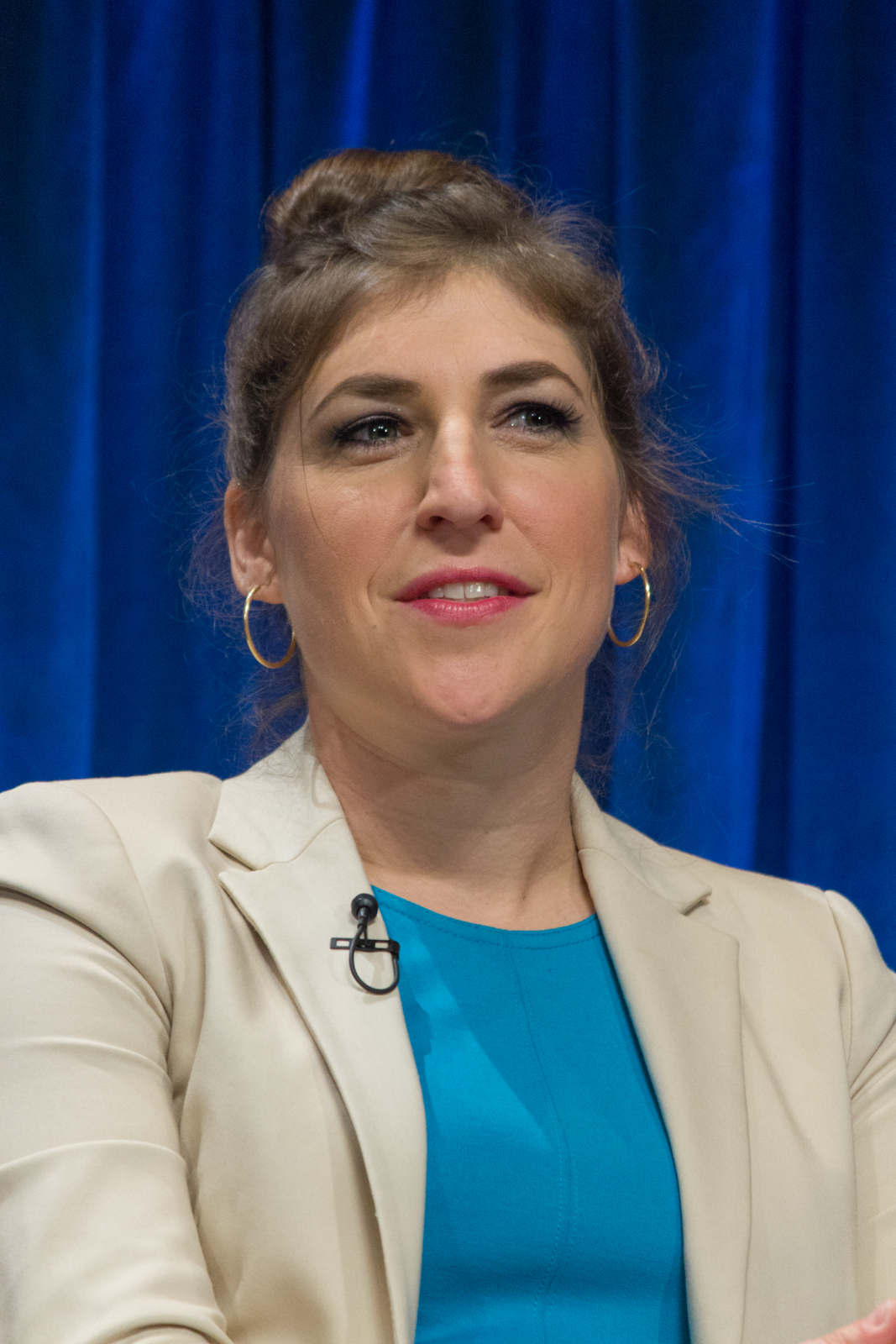
Mayim Bialik se desempeñó como presentadora invitada en mayo de 2021. En agosto de 2021, fue nombrada presentadora del torneo universitario y, desde septiembre de 2021, es una de los dos presentadores rotativos junto con Ken Jennings.

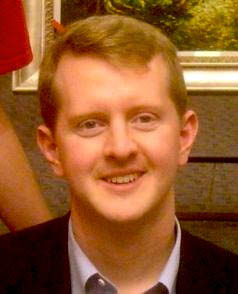
Ken Jennings ganó 74 juegos en 2004 y fue nombrado productor consultor de la serie 37 en 2020. El 23 de noviembre de 2020, Jennings fue nombrado primer moderador interino, que sirvió siete semanas (35 episodios) y en la serie 38 fue nombrado moderador alterno.

Después de la muerte de Alex Trebek en noviembre de 2020, los episodios que presentó hasta su última grabación el 29 de octubre de 2020 se emitieron hasta el 8 de enero de 2021. El primer moderador invitado fue Ken Jennings, quien grabó su primer programa el 30 de noviembre de 2020 y se emitió el 11 de enero de 2021. 
Oficialmente , quienes han sido moderadores invitados en el programa son parte de un linaje continuo del programa hasta la versión de 1984. Los anfitriones invitados notables han incluido a Sanjay Gupta, Mehmet Oz, Katie Couric, Aaron Rodgers, David Faber, Austin Cohen y Joe Buck.
Originalmente, el productor ejecutivo Michael G. Richards debía haber asumido el puesto de tiempo completo, pero se vio obligado a renunciar debido a una mala conducta relacionada con los programas de juegos de RTL Group en los que participó de 2008 a 2019. Actualmente, hay dos moderadores, Mayim Bialik y Ken Jennings.
Los torneos han sido moderados por diferentes moderadores. En la serie 37 (mayo de 2021), el torneo de campeones fue moderado por Austin Cohen, ganador del torneo de campeones de la serie 33. Para la serie 38 (noviembre de 2021), el torneo de maestros fue moderado por Bialik. Para la serie 39 (noviembre de 2022), el torneo de campeones será moderado por Jennings.
Todos los episodios con moderadores rotativos están intactos.

#### Ken Jennings, 2023-presente (Sindicada y ABC)
El 1 de mayo de 2023, comenzaron los paros laborales de Hollywood con la huelga del Writers Guild of America. Se suponía que Bialik terminaría la serie 39, pero se retiró en solidaridad con el sindicato, lo que llevó a Jennings a terminar los últimos 20 episodios de la serie 39. El 15 de diciembre de 2023, a Bialik se le rescindió el contrato, lo que llevó a Jennings a ser anfitriona exclusiva. 
Durante este tiempo, los torneos ABC de Jennings incluyeron el torneo Masters de seis jugadores, que tuvo que ser grabado una semana antes de la transmisión, ya que la pareja de un jugador estaba dando a luz a su hijo y otra jugadora perdió a su padre, lo que llevó a la grabación durante el paro laboral. . El torneo de celebridades para 2023-24 también se filmó durante el paro, que fue anfitrión de Jennings.

#### Ken Jennings y Mayim Bialik, 2022-23 (ABC)
En febrero de 2022, el torneo universitario, que utilizará el formato de juegos de estrellas de 2019, se transmitirá por ABC junto con la cobertura de NBCUniversal de los Juegos Olímpicos de invierno de 2022. Mayim Bialik (de los dos anfitriones alternos) actuará como moderadora.
El torneo colegial regresará a ABC en febrero de 2023 con Bialik como moderador. El grupo Disney Television Stations, propietario de muchas de las principales filiales del mercado del programa sindicado diario, se ha opuesto a que Jennings sea el presentador de tiempo completo de la serie.

## Honores y premios
Jeopardy! ha ganado un récord de 28 Premios Daytime Emmy desde 1984. Undécimo de estos premios han sidos en la categoría de "Mejor Programa de Concurso/Participación de Audiencia". Otros cinco se han ganados por Alex Trebek para el Mejor Presentador de Concurso. 
El resto de los premios se han ganados por los directores y escritores del programa en categorías separadas hasta 2006, cuando los Premios Emmy para "Mejor Dirección de un Programa de Concurso/Participación de Audiencia" (para los directores) y "Mejor Escritura de Clase Especial" (para lo cual los escritores del programa compiteron, ganando el premio perennemente) se fusionaron en la categoría de "Mejor Programa de Concurso/Participación de Audiencia". En 2011, Trebek fue anunciado como uno de los destinatarios del Premio de Trayectoria en la ceremonia 38 de los Premios Daytime Emmy, que fue celebrada en el 17 de junio de 2011.
En enero de 2001, Jeopardy! fue considerada por TV Guide para el segundo puesto en su lista de los 50 mejores programas de concurso de todos los tiempos. Lectores de la revista Esquire lo designaron como su "favorito concurso", y en el verano de 2006 el programa también fue honrado por la GSN con el segundo puesto en su lista de los 50 mejores programas de concursos de todos los tiempos. El programa posee el récord para el Premio Emmy en la categoría de "Mejor Programa de Concurso/Participación de Audiencia", con doce.

## Mercancía
La primera mercancía basada en Jeopardy! fue un juego de tablero estrenado en tiempos de la versión original del programa, presentado por Art Fleming en los años 1960. Desde entonces, versiones actualizadas de este juego de tablero han sidos estrenados subsiguientemente. La marca de Jeopardy! también ha sido licenciada para crear varios videojuegos para múltiples plataformas. Otros productos basados en Jeopardy! han incluidos relojes, sistemas educacionales de entretenimiento, y máquinas tragaperras.

## Representaciones en otros medios
El programa ha sido representado o parodiado en varias programas de televisión, películas, y obras de literatura durante los años, frecuentemente con varias personajes como participantes, o como un programa de televisión con lo cual el/los personaje(s) juegan. En episodios de varias series de televisión, como The Golden Girls, Mama's Family, The Nanny, y Cheers, uno o más de los personajes ya sea prueban para o aparecen en el programa. 
Además, Trebek apareció como sí mismo en un episodio del dibujo animado Los Simpson, en lo que Marge Simpson apareció en una versión ficticia del programa. Jeopardy! también aparece en un segmento de la película White Men Can't Jump en lo que un personaje representado por Rosie Perez intente pasar las pruebas para el programa.
En películas como The Bucket List y Diner, varias personajes demuestran su inteligencia al ver Jeopardy! en televisión y correctamente preguntar las respuestas. En Groundhog Day, un personaje representado por Bill Murray impresione otros espectadores del programa al correctamente preguntar todas las respuestas.
Jeopardy! ha sido parodiado regularmente por Saturday Night Live con un sketch de la temporada 2, llamado Jeopardy! 1999 (que parodió la versión de Art Fleming), y un sketch periódico llamado Celebrity Jeopardy!, en lo que Will Ferrell aparece como Alex Trebek. En cada uno de los sketches de Celebrity Jeopardy!, un antagonista recurrente apareció como uno de los invitados. En los primeros tres sketches Norm Macdonald apareció cómo el antagonista, interpretando Burt Reynolds, y en todos los otros sketches después de la salida de Macdonald, Darrell Hammond apareció como el antagonista, interpretando Sean Connery. Además, Macdonald más tarde regresó al sketch en dos episodios emitidos después de su salida, interpretando Reynolds en ambos.
En los años 1980, antes el debut de la versión de Trebek, "Weird Al" Yankovic escribió la canción "I Lost on Jeopardy", que parodió el éxito "Jeopardy" grabado por Greg Kihn en 1983. En su video musical, Art Fleming y Don Pardo aparece en actuaciones breves y memorables.
El programa es la ubicación para el cuento "Animales pequeños sin expresión" por David Foster Wallace, que originalmente se publicó en The Paris Review, y fue posteriormente impresado en la colección La niña del pelo raro. El cuento describe la racha ganadora de tres años por parte de Julie Smith, una concursante ficcional en Jeopardy!
En la novela Salem Falls por Jodi Picoult, el juego de Jeopardy! se convierte en parte de un apuesto tensa para el protagonista, Jack St. Bride, un prisionero quien ve el programa con avidez. Si St. Bride demuestra ser capaz de proporcionar la respuesta correcta antes de los concursantes en la televisión, se quedará solo por otro prisionero.

## Clue Crew

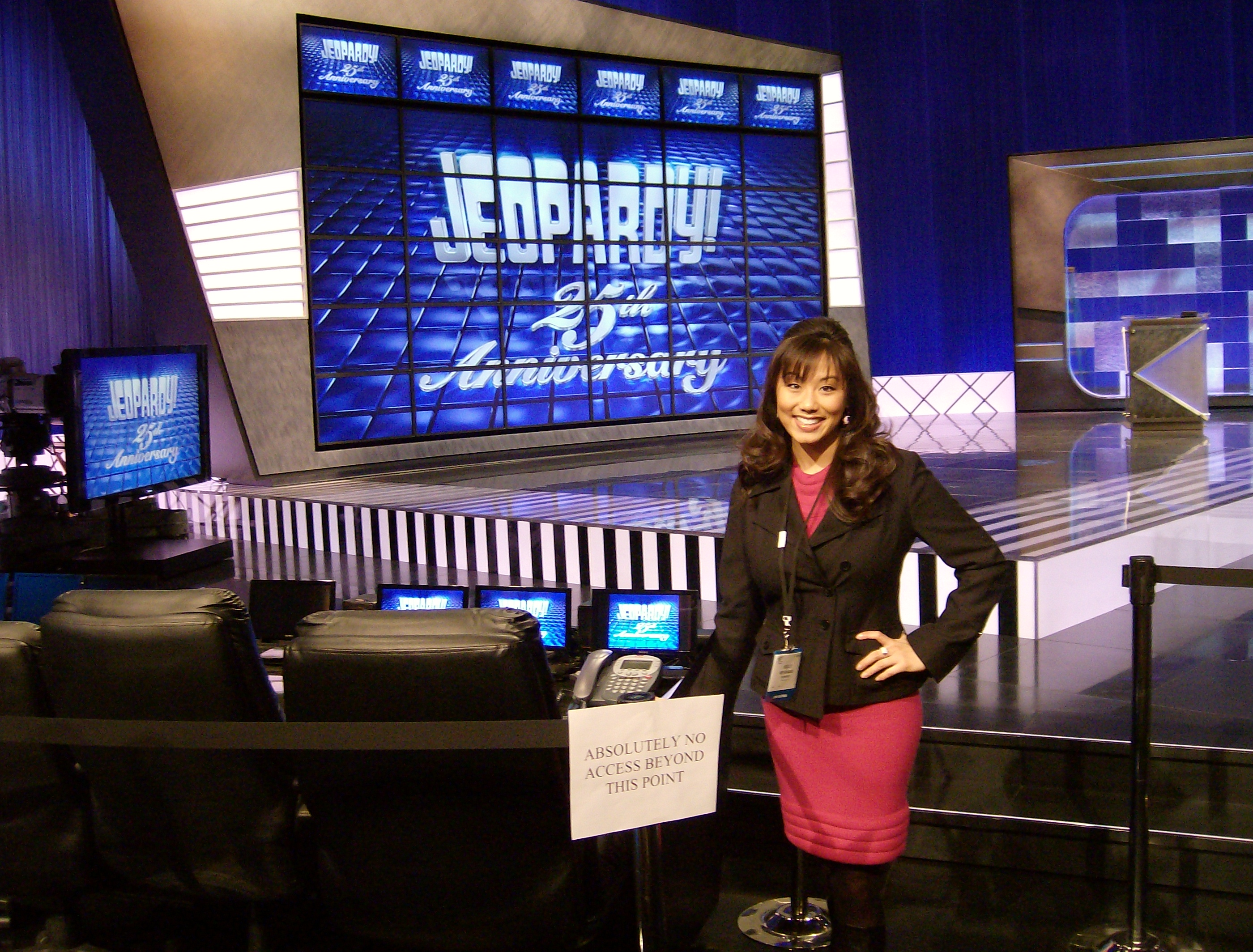
Kelly Miyahara del "Clue Crew" en el Consumer Electronics Show en Las Vegas, Nevada

El "Clue Crew" (Equipo de Presentadores de Pistas) es un equipo de correspondientes ambulantes que graban vídeos a lo largo del mundo para acompañar pistas durante episodios de Jeopardy! El equipo actualmente comprendo Jimmy McGuire, Kelly Miyahara, y Sarah Whitcomb. 
Formado en 2001, el equipo tiene el objetivo de mostrar pistas en el programa que están acompañadas por vídeo. Uno de los productores ejecutivos del programa, Harry Friedman, explicó su razonamiento para la formación del equipo, mencionando que "La televisión es un medio visual, y el más visual que podemos hacer nuestras pistas, el más que va a mejorar la experiencia de la espectador."
Después del anuncio inicial de audiciones para el equipo, más de 5.000 personas aplicaron para posiciones de "Clue Crew". Los antiguos miembros incluyen Sofia Lidskog, Cheryl Farrell, y Jon Cannon.
El "Clue Crew" ha viajado a 200 ciudades mundiales, a través de 45 estados en los Estados Unidos, y a 33 países. Además de presentar pistas de vídeo para Jeopardy!, el equipo también viaja para encontrarse con los aficionados del programa, al igual con concursantes futuros. Ocasionalmente, el equipo visite escuelas para promocionar el juego educativo Classroom Jeopardy!

## Libros relacionados
- Trebek, Alex; Peter Barsocchini; introducción por Merv Griffin (1990). The Jeopardy! Book. Harper Perennial. ISBN 9780060965112.